# MitKBH

mitKBH var en brugerdrevet guide til København. Det er københavnerne selv, der skriver anmeldelserne af butikker, barer, cafeer, spisesteder, parkbænke osv. 
Guiden er udarbejdet som et fritidsprojekt af en gruppe unge københavnere.

## Historik
Arbejdet med guiden gik i gang ultimo 2005.
Guiden har været i luften siden oktober 2006.
Den åbnede imidlertid først officielt med en lanceringsfest 30. november 2006
I februar 2007 vandt mitKBH IT-universitets og Computerworlds Webchamp – særpris for kulturel, æstetisk eller teknologisk nytænkning
Omkring 2012 lukkede siden.

## Ekstern henvisning
- mitKBHs hjemmeside